# Rebirth (Jennifer Lopez)
Rebirth è il quarto album di studio della cantante statunitense Jennifer Lopez, pubblicato il 1º marzo 2005 dalla Epic Records.
L'album ha riscosso un ottimo successo in tutto il mondo arrivando alla posizione numero 3 in Italia e alla posizione numero 2 nella Billboard 200. Il primo singolo estratto è stato Get Right, che ebbe un successo planetario arrivando in Italia alla posizione numero uno mantenendola per due settimane. Il secondo e ultimo singolo pubblicato è stato Hold You Down che ebbe meno successo del primo arrivando alla posizione numero ventidue in Italia.

## Descrizione
Rebirth è dedicato a Paige Peterson, un'undicenne malata di cancro che Jennifer Lopez aveva conosciuto visitando il Children's Hospital di Los Angeles, deceduta nel novembre 2004. Il titolo dell'album è molto personale per la Lopez, in quanto si sentiva 'rinata' e voleva sbarazzarsi del personaggio di "J-Lo" che le era stato accollato. Secondo Digital Spy, Jennifer Lopez dichiarò: "Non sono J.Lo, lei non è una persona reale, è solo qualcosa di divertente che è sfuggito un po' di mano. Io sono sempre stata Jennifer". Un'idea per il titolo dell'album era Call Me Jennifer, un modo personale per "dire addio alla vecchia J.Lo". In seguito, quando le fu chiesto se in questo modo aveva rinnegato il soprannome J-Lo, la cantante dichiarò: "Potete chiamarmi J-Lo, potete chiamarmi Jennifer, o anche Jenny, per me è uguale!" Avendo registrato questo album dopo una pausa di sei mesi, la Lopez sentì di essere ri-approdata al punto di partenza. Spiegò che dopo This Is Me... Then, Rebirth rappresentava "un nuovo inizio, come se in un certo senso fossi rinata. Mi ritrovai nelle stesse corde di quando feci il mio primo disco."

## Tracce
1. Get Right – 3:45 (James Brown, Rich Harrison)
2. Step into My World – 4:05 (Rodney Jerkins, Fred Jerkins III, Delisha Thomas, Hector Diaz)
3. Hold You Down (feat. Fat Joe) – 4:32 (Joe Cartagena, Gregory Christopher, Gregory Bruno, Makeba Riddick, William Beck)
4. Whatever You Wanna Do – 3:49 (Rich Harrison, Harvey Fuqua, Delma A. Churchill, Kenneth L. Hawkins)
5. Cherry Pie – 4:06 (Bob Robinson, Cory Rooney, Jennifer Lopez, Tim Kelley)
6. I Got U – 3:57 (Delisha Thomas, Rodney Jerkins, LaShawn Daniels, Fred III Jerkins, Aaron Pearce)
7. Still Around – 3:22 (Cory Rooney, Antwan Patton, Archie Hall)
8. Ryde or Die – 4:03 (Brandy Norwood, Robert Smith, Blake English)
9. I, Love – 3:42 (Bob Robinson, Cory Rooney, Tim Kelley)
10. He'll Be Back – 4:18 (Tim Mosley, Walter Millsap III, Candice Nelson)
11. (Can't Believe) This Is Me – 4:44 (Cory Rooney, Jennifer Lopez, Marc Anthony)
12. Get Right (feat. Fabolous) – 3:50 (James Brown, Rich Harrison)

Edizione giapponese
1. Get Right (Instrumental)

iTunes edition
1. Get Right (Hip-Hop Remix feat. Fabolous)

Edizione DualDisc
1. Rebirth Documentary
2. Get Right (Video)
3. Get Right (Video feat. Fabolous)

## Formazione
- Jennifer Lopez – voce
- Marco Britti – tamburo
- Mario Guini – chitarra
- Bob Robinson – chitarra elettrica
- Erben Perez – basso
- Cory Rooney – tastiera
- Tim Kelley – basso, tastiera
- Delisha Thomas – cori
- Andrea Mendez – cori
- Candice Nelson – cori
- Makeba Riddick – cori
- Rudaina Haddad – cori

## Classifiche
| Classifica (2005) | Posizione massima |
| ----------------- | ----------------- |
| Australia         | 10                |
| Austria           | 5                 |
| Belgio (Fiandre)  | 4                 |
| Belgio (Vallonia) | 4                 |
| Canada            | 2                 |
| Danimarca         | 15                |
| Europa            | 1                 |
| Finlandia         | 19                |
| Francia           | 7                 |
| Germania          | 3                 |
| Giappone          | 3                 |
| Irlanda           | 9                 |
| Italia            | 3                 |
| Norvegia          | 25                |
| Nuova Zelanda     | 22                |
| Paesi Bassi       | 1                 |
| Polonia           | 8                 |
| Regno Unito       | 8                 |
| Spagna            | 2                 |
| Svezia            | 14                |
| Svizzera          | 1                 |
| Stati Uniti       | 2                 |
| Ungheria          | 3                 |